# Endasys proteuryopsis
Endasys proteuryopsis là một loài tò vò trong họ Ichneumonidae.